# بحيرة إيدرو
بحيرة إيدرو (بالإيطالية: Lago d'Idro) هي بحيرة طبيعية تقع في شمال إيطاليا ضمن إقليم لومبارديا، بالقرب من الحدود مع منطقة ترينتينو ألتو أديجي، تُعد من البحيرات الجبلية الصغيرة نسبيًا، لكنها تحظى بأهمية بيئية وسياحية.

## الجغرافيا
تقع بحيرة إيدرو على ارتفاع حوالي 368 مترًا فوق سطح البحر، وتبلغ مساحتها قرابة 11 كيلومترًا مربعًا، بينما يصل عمقها الأقصى إلى حوالي 122 مترًا. يغذيها نهر تشيافيكا وتُصرف مياها عبر نهر كييسا.

## الأهمية
تُستخدم البحيرة جزئيًا لتوليد الطاقة الكهرومائية، كما تُعد وجهة شهيرة لممارسة الرياضات المائية مثل التجديف وركوب الأمواج.
تحيط بها قرى صغيرة مثل إيدرو وأنيفو، وتُعرف المنطقة بجمالها الطبيعي الهادئ ومناسبتها لهواة الطبيعة والتخييم.